# Église protestante de Berg
L'église protestante est une église protestante, située sur la commune de Berg, dans l’ancien comté de Nassau-Saarbrücken. Son architecture est unique en France.

## Historique
Elle est édifiée entre 1771 et 1773, dans le cadre du programme architectural (concernant également six autres paroisses des alentours) mené par le roi de France Louis XV et Guillaume Henri, comte de Nassau, d’après les plans de l’architecte Friedrich-Joachim Stengel.
L’élévation de cette nouvelle église avait pour but de mettre fin au simultanéisme entre les confessions protestante et catholique dans une seule église, source de querelles entre les habitants. Les commanditaires ont financé les projets à hauteur de chacun la moitié.
La particularité de cette église est son Breitsaal, spécifiquement adapté à la liturgie protestante et caractérisé par sa salle en largeur, dans laquelle les fidèles sont répartis en fer à cheval autour de l’autel. Le clocher en bulbe est aussi une originalité du site. On peut également admirer des tableaux du XIXe siècle, représentant le Christ et ses apôtres.
L'église a fait l'objet d'une inscription au titre des monuments historiques le 15 novembre 1985.
Elle fait l’objet d’un classement au titre des monuments historiques depuis le 26 juin 1990.

## Architecture

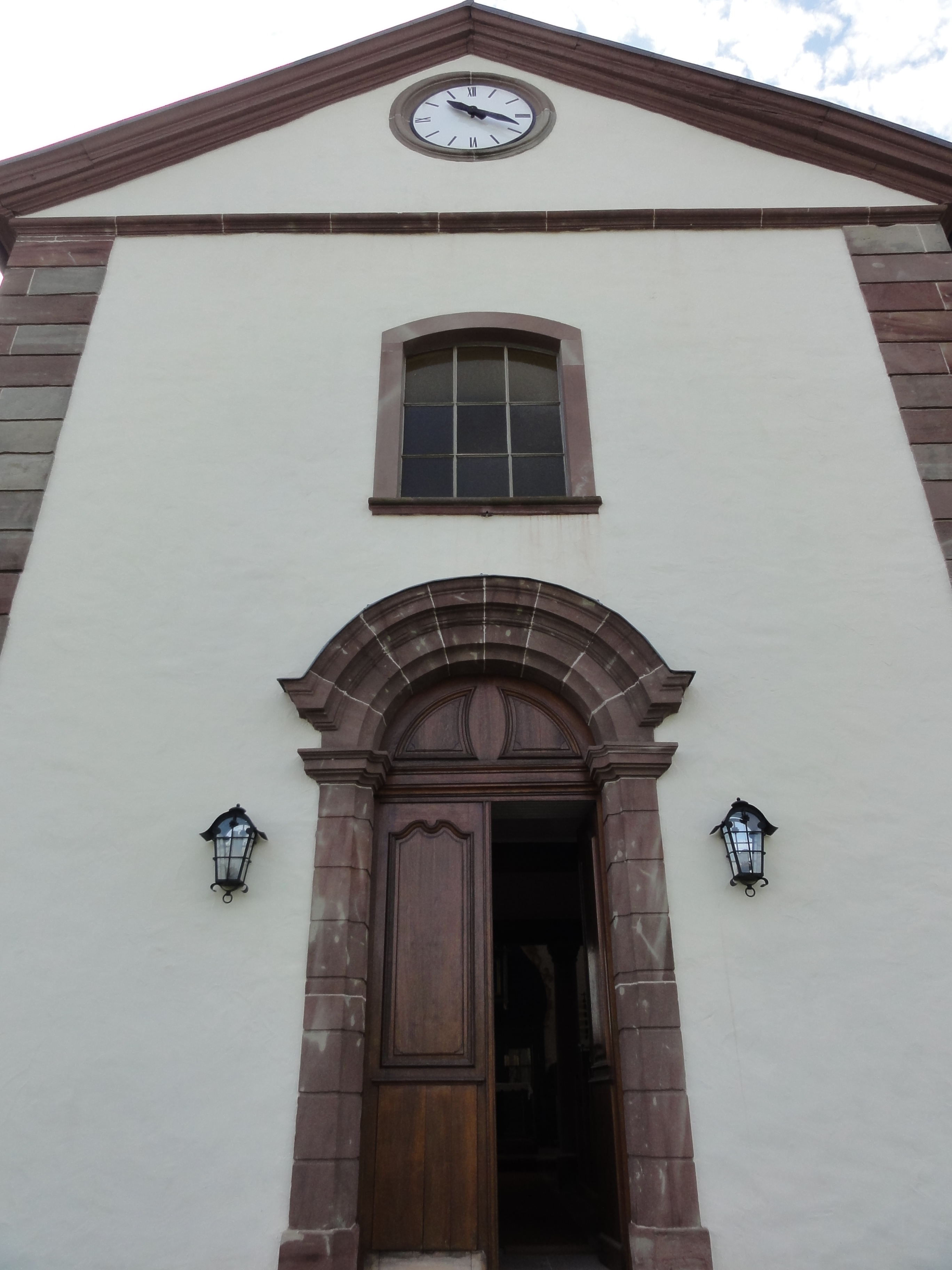
Portail baroque
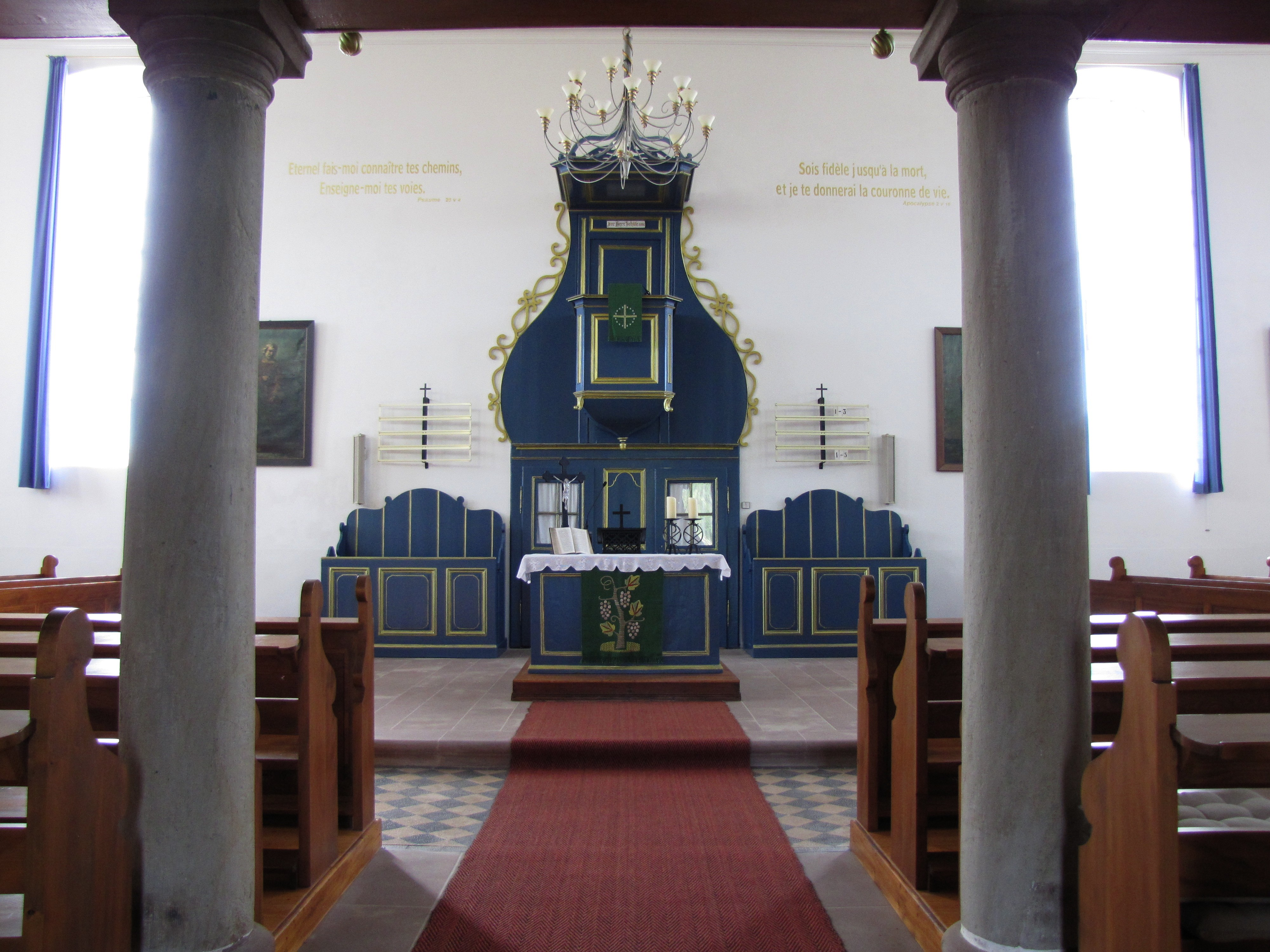
Vue intérieure sur l'autel chaire
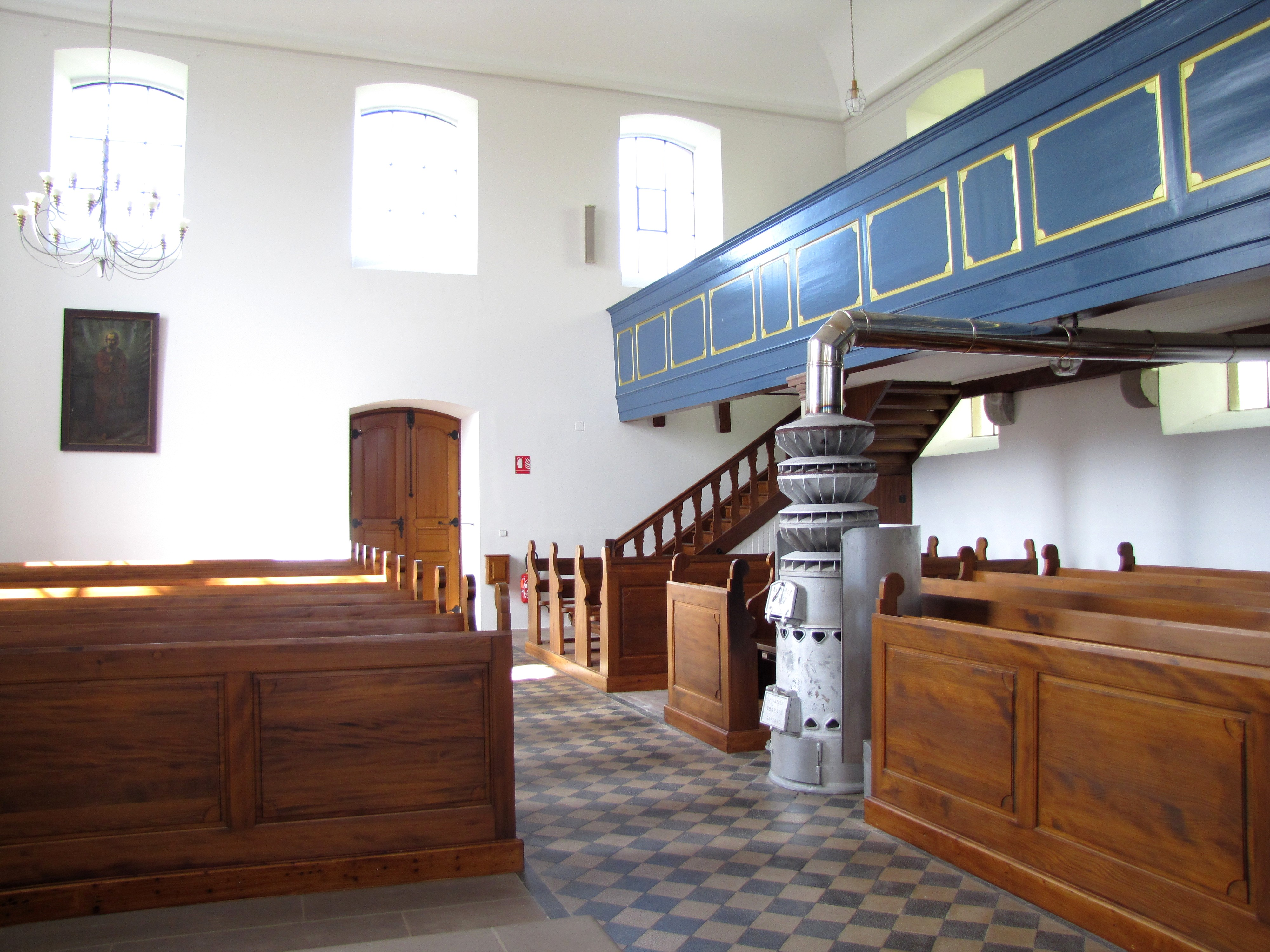
Vue intérieure (bancs et poêle)
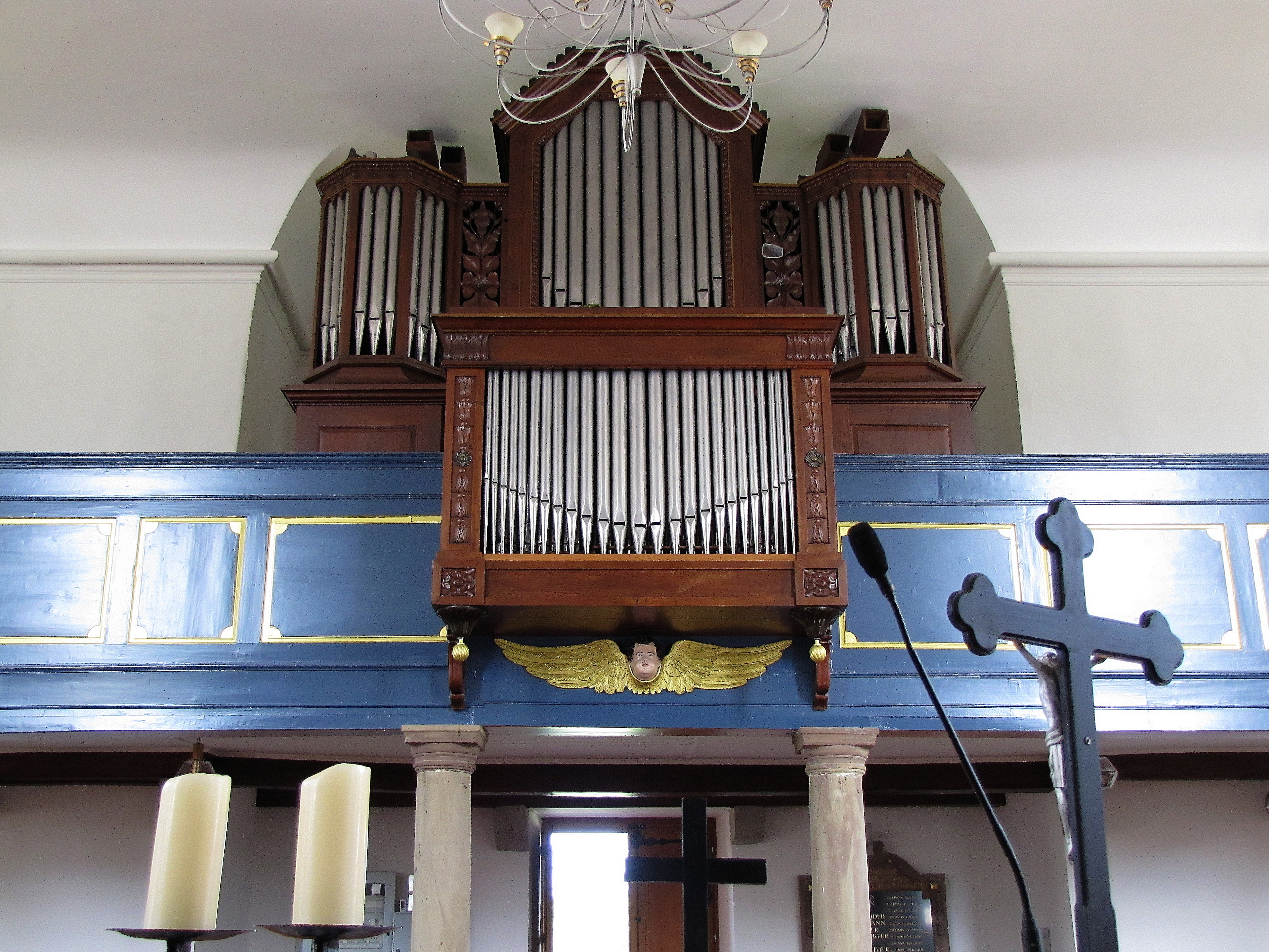
Orgue Wegmann-Schwendekel (1844)